# Orgasmatron
De orgasmatron is een fictief apparaat uit de humoristische sciencefictionfilm Sleeper van Woody Allen. Een gelijksoortig apparaat verscheen eerder in de film Barbarella, waar het de Excessive Machine werd genoemd.

## Sleeper
Woody Allens film Sleeper speelt zich af in 2173. Vrijwel alle mensen zijn aseksueel, waardoor ze de orgasmatron nodig hebben om opgewonden te raken. Met de orgasmatron kunnen in hoog tempo orgasmes worden opgewekt. Het apparaat ziet eruit als een grote cilinder waarin een of twee personen kunnen staan. Het hoofdpersonage in de film, Miles Monroe, is op de vlucht voor de politie en verstopt zich in de orgasmatron, denkende dat het een kast is.

## Barbarella
Ook Barbarella speelt zich af in de toekomst, in het jaar 40.000. In de nu vreedzame samenleving heeft de kwaadaardige wetenschapper Durand Durand een wapen ontwikkeld. Barbarella wordt op hem afgestuurd en uiteindelijk door Durand Durand gevangengenomen. Hij stopt haar in zijn Excessive Machine; een piano-achtig martelinstrument waarmee de bediener door de juiste toetsaanslagen het slachtoffer dermate opwindt, dat het uiteindelijk een orgastische dood sterft. Wanneer Durand Durand Barbarella hierin stopt, verwacht hij niet anders dan dat ook zij zal sterven. Maar Barbarella blijkt de "dodelijke" golven van de machine helemaal niet erg te vinden en uiteindelijk laat ze de Excessive Machine zelfs doorbranden.

## Varianten
In de bovenstaande films komen ook variaties op hetzelfde thema voor: in Sleeper de "orgasmic orb", een zilverkleurige bol die prikkels afgeeft bij aanraking. In Barbarella worden pillen gebruikt om tot een climax te komen. In andere films komen hierop geïnspireerde bedenkels voor, zoals kleine lustgevende apparaatjes, stralen of pillen. In de film Coneheads zijn dat zogenaamde "sensorringen", in Demolition Man en Star Trek: The Next Generation lustopwekkende apparaatjes en in Orgazmo een orgasme-opwekkend straalwapen, de "Orgazmorator". In de boeken van Larry Niven komt de "Tasp" voor, een implantaat in de hersenen waarmee het genotscentrum van de drager rechtstreeks geprikkeld kan worden.

## Motörhead
Het in 1986 uitgegeven album van Motörhead heet ook Orgasmatron, met een gelijknamige single. Op basis van de hoes en teksten wordt aangenomen dat met de Orgasmatron hier een boosaardige trein bedoeld wordt.

## Hoofdmassage
Er bestaat ook een uit Australië afkomstig hoofdmassage-apparaat met de merknaam "Orgasmatron", dat ook in België en Nederland wordt verkocht.